# Шпола
Шпо́ла — місто в Україні, що входить до Звенигородського району, Черкаської області, і центр Шполянської міської громади. Розташоване на Придніпровській височині на річці Шполка, притоці Гнилого Тікичу за 75 км від обласного центру. Через місто проходить автошлях Золотоноша — Умань Н16. Станом на 2024 рік у місті постійно проживало близько 16 тисяч осіб. Знаходиться за 3 км від Географічного центру України

## Етимологія назви
Кількість версій про походження загадкового слова «Шпола» сягає десятка. Народні перекази виводять назву райцентру з козацько-гайдамацьких часів. У XIX ст. старожили розповідали державним чиновникам, що місто заснував гайдамацький ватажок Шполка, який, відійшовши від ратних справ, наприкінці XVIII ст. збудував курінь на лівому березі річки й оселився у ньому. Звідси пішла назва річки Шполка. Згодом біля нього з'явилися інші поселенці, таак і постало містечко, яке на честь старого отамана назвали Шполою[джерело?].

## Клімат
Помірно-континентальний, пересічна температура січня — 5,6 °, липня + 20,3 °C. Опадів 509 мм на рік.

## Історія

### До кінця XIX століття
Неподалік міста виявлено кургани трипільської культури, скіфські кургани та ранньослов'янське поселення черняхівської культури.
Вперше Шпола згадується в документах 1594 року. В другій половині XVII століття Шпола була зруйнована татаро-турецькими військами і в друге відродилося на початку XVIII століття. Як село Звенигородського староства Речі Посполитої згадується в XVIII столітті.
з 1625 по 1704 Шпола входить до складу Корсунського полка.
в 1702 році на шполянщині або як тоді називали цю місцевість Германувщиною відгриміло Повстання Палія, після нього з 1704 по 1714 рік землі шполянщини отримали фактичну незалежність та були під владою козаків хоча формально до 1709 року знаходились під владою Мазепи.
В 1768 році жителі Шполи і її околиць під проводом ватажків Степана Главацького і Савки Плиханенка брали активну участь у селянсько-козацькому повстанні — Коліївщині.
В 1787 році Францішек Ксаверій Любомирський продав свої Смілянські володіння Григорію Потьомкіну, але в 1798 році частину цих володінь а саме Шполянський ключ викупила Дарія Миколаївна Лопухіна.
З 1793 року Шпола входила до складу Російської імперії, як містечко Брацлавського намісництва, з 1795 Вознесенського, а з 1797 Звенигородського повіту Київської губернії.
Основним заняттям жителів було сільське господарство. На початку XIX століття в Шполі налічувалося 459 селянських дворів і 2181 десятина землі.

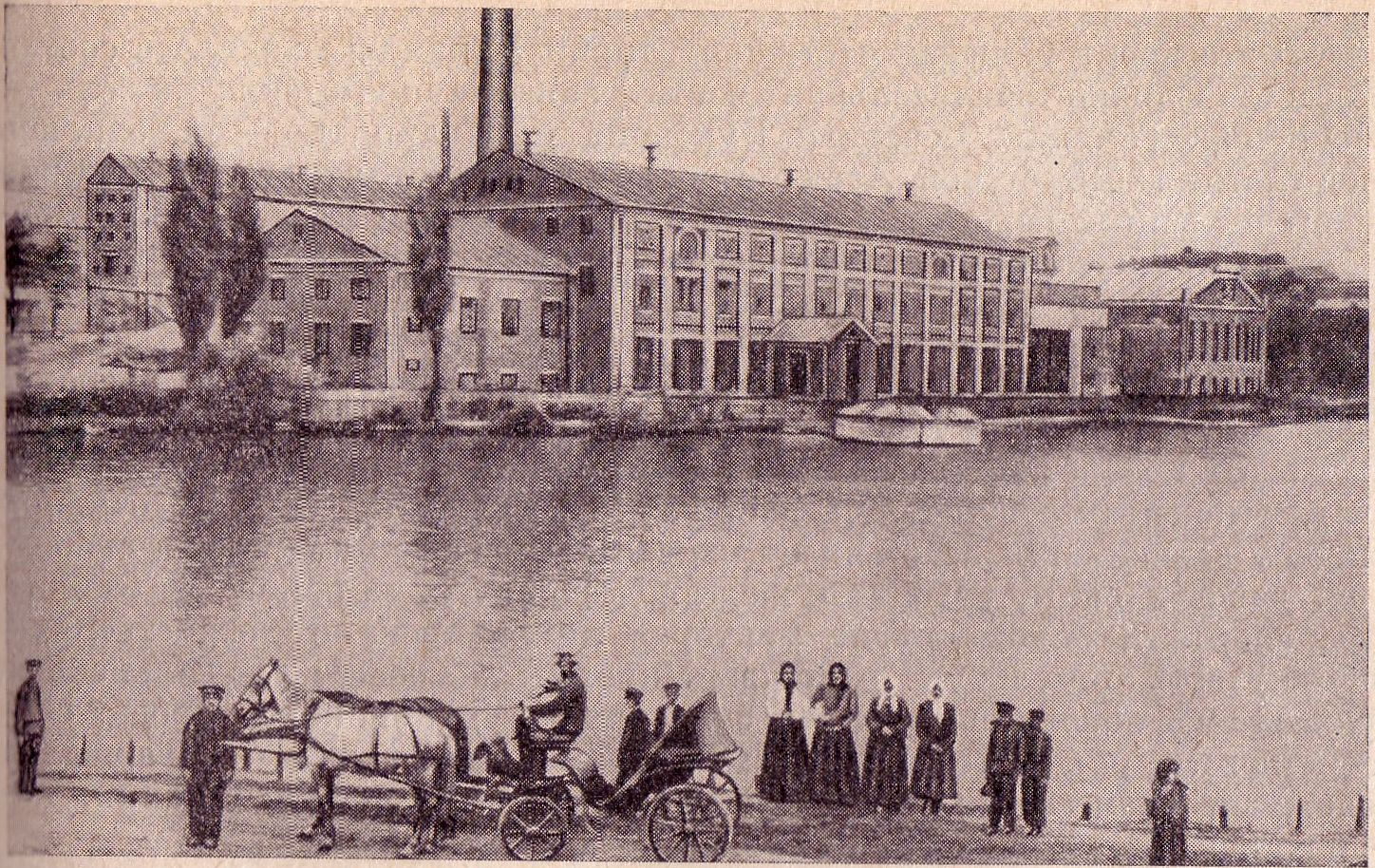
Цукровий завод. Кінець XIX ст.

Поступово в Шполі розвивалась промисловість. В 1812 році тут виникла полотняна мануфактура — на 12 верстатах 24 кріпаки виготовляли полотно та інші вироби для потреб поміщицького двору. 1851 року засновано цукровий завод, при якому жили у двох бараках 500 робітників. 1858 року почав діяти паровий млин, 1860 року — механічна майстерня, де працювало 80 робітників.
1866 року Шпола стала центром Шполянської волості Звенигородського повіту. Її розвитку сприяло будівництво залізничної станції, що розгорнулося 1874 року. Через рік тут уже були поштова контора, телеграфна станція.
Станом на 1885 рік у колишньому власницькому селі мешкало 3069 осіб, налічувалось 529 дворових господарств, існували 2 православні церкви, синагога, 2 єврейських молитовних будинки, 2 школи, 2 лікарні, залізнична станція, 3 постоялих двори, трактир, рейнський погріб, 27 постоялих будинків, 147 лавок, базари, 23 вітряних млина. За 3 версти — бурякоцукровий завод з механічними майстернями.
За переписом 1897 року кількість мешканців зросла до 11933 осіб (5727 чоловічої статі та 6206 — жіночої), з яких 6509 — православної віри, 5388 — юдейської.

## Початок ХХ століття
Станом на 1 січня 1900 року в Шполі налічувалося 1856 дворів і 10 133 жителі. За містечком було закріплено 7246 десятин землі, з них поміщикам належало 4615, селянам — 2511. На початку XX століття у Шполі діяло 2 церкви, велика цукроварня, на якій працювало 350 осіб, 2 миловарні заводи, 3 шкірних, 6 лудних майстерень, 1 паровий млин, 43 вітряки, 20 кузень, 1 гуральня. Розвинений хлібний ринок Губернського значення.

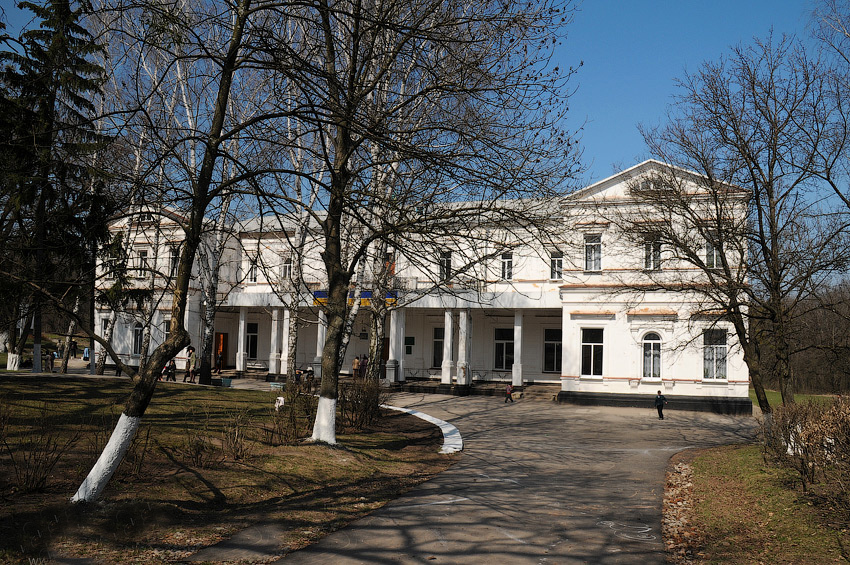
Палац Абази в Шполі. Неокласицизм

1912 року з 1233 шполянських господарств дві третини зовсім не володіли землею або мали її менше 1-2 десятин, 412 не мали ніякої худоби. У містечку на той час була одна лікарня, де працювало 4 лікарі і 5 фельдшерів, аптека. Діти навчалися у двох церковно-приходських школах і двокласному училищі при цукровому заводі.
З листопаду 1917 року по лютий 1919 року село входило до складу УНР.
У 1918 році у Шполі декілька десятків селян об'єдналися в кредитове товариство з метою придбання для одноосібних селян різних сільськогосподарських машин для загального користування. Головою цього кредитного товариства було обрано Івана Шорубалка.
27 лютого 1919 року група 3-го Гайдамацького пішого полку Армії УНР, очолювана Волощенком, звільнила Шполу від комуно-московських окупантів, але після тяжких боїв відступила на захід. 11 березня 1919 року за Шполу вів бої Кінний полк ім. Петра Болбочана Армії УНР, перейменований згодом на Кінний полк Чорних Запорожців під командуванням Петра Дяченка.

### Прихід радянської влади
Після низки змін влади під час Громадянської війни, 22 червня 1920 року Перша кінна армія під командуванням Будьонного захопила місто й встановило там радянську владу. На той час у Шполі мешкало 12 250 жителів, діяли 43 дрібні промислові підприємства з 409 робітниками. Того ж року 50 бідняцьких і середняцьких господарств Шполи об'єдналися в артіль «Червоний хлібороб».
Від 1923 року — Шпола районний центр.

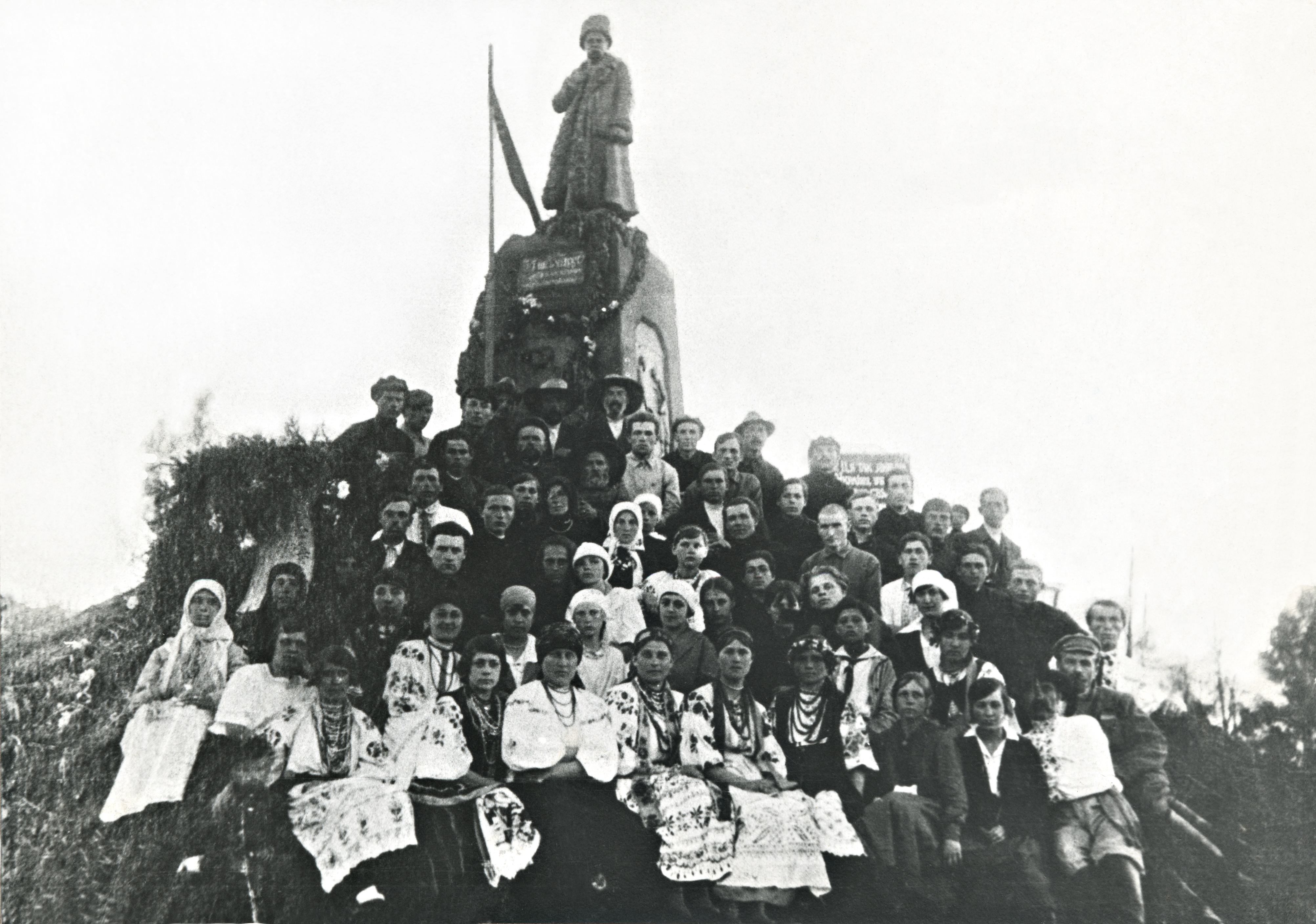
Відкриття пам'ятника Шевченку, 1926

У 1922–1923 роках у Шполі проживало понад 10 000 православних вірян, які належали до двох парафій. Діяло 2 храми. Дерев'яний храм був побудований коштом шполян, а мурований — збудував князь Урусов, маєток якого був поблизу Шполи. Кожна парафія мала свого священика.
У 1926 року у Шполі запущено в дію власну електростанцію. Населення на 1 січня 1926 року становило 15170 осіб.
Під час колективізації в Шполі виникли дві сільськогосподарські артілі: «Червона Нива» (1929) та ім. Сталіна (1934). Також в 1929 році в місті утворена МТС, яка через три роки мала 49 тракторів. В 1932 році при цукрозаводі створено радгосп, що спеціалізувався на вирощуванні цукрових буряків.
Не оминув Шполу Голодомор 1932—1933 років. Від голоду померло, тільки за офіційними даними близько 150 мешканців.
1938 року Олекса Коваль започаткував у Шполі автошколу.
Діяло 2 лікарні, дитяча поліклініка, жіноча консультація. Діти навчалися в 2 середніх і 3 семирічних школах.

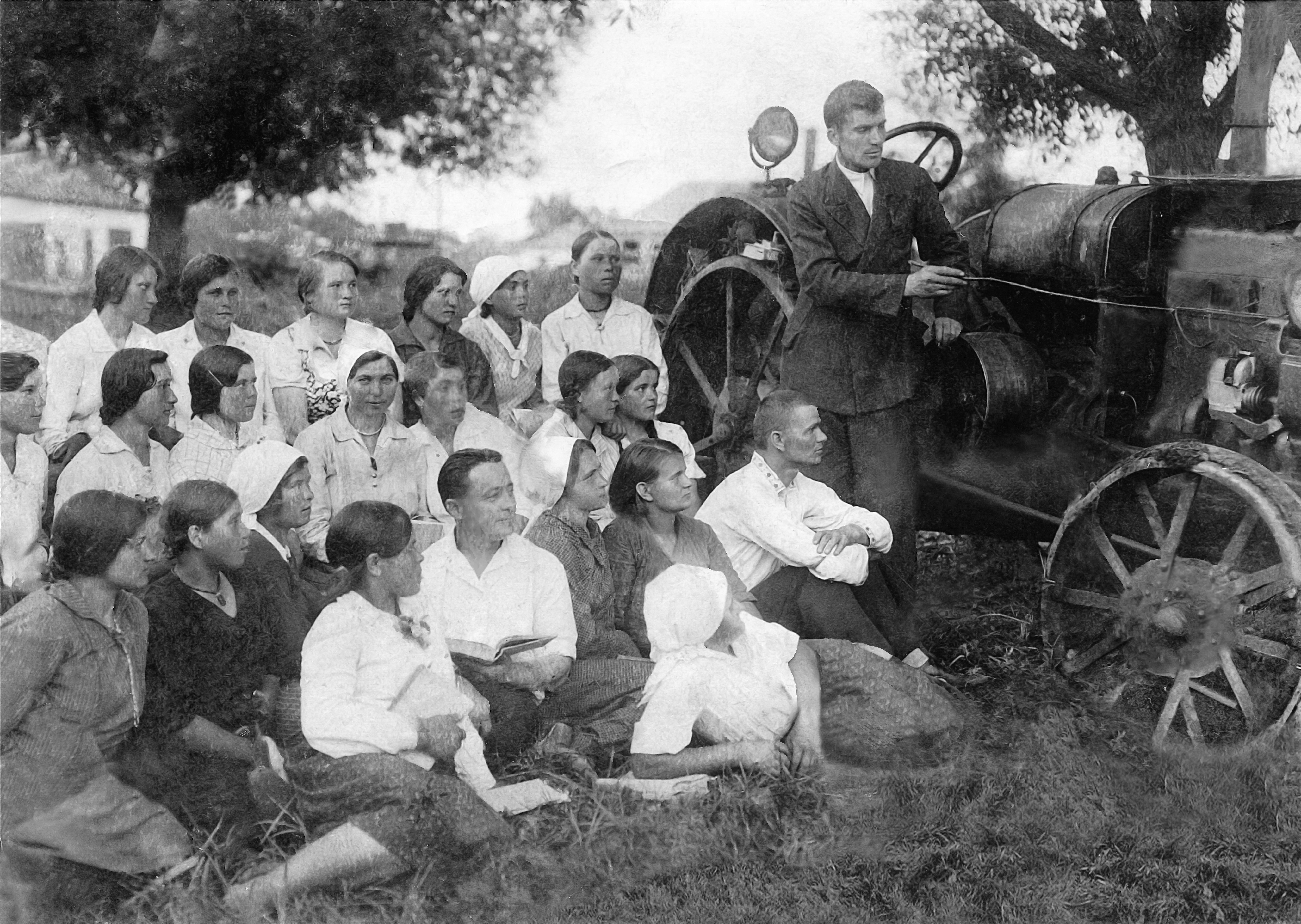
Перший набір до шполянської автошколи (керівник Олекса Коваль. 1938)

### Друга світова війна
31 липня 1941 року стався бій з оборони Шполи. Оборону тримав 1-й батальйон 548-го стрілецького полку 116-ї сд 26-ї армії Південно-Західного фронту. Згідно з матеріалом О. Давиденко «Йшов другий місяць війни», опублікованому в районній газеті «Шполянські вісті» (номер від 23 червня 1983 р.), батальйон підбив 4 німецькі танки та один ворожий літак, після бою відступив у бік Сміли і далі на Черкаси. За даними, встановленими місцевим істориком Д. Цяпкалом, командував батальйоном старший лейтенант Сурен Авакян. 2 серпня 1941 р. він зник безвісти поблизу с. Руська Слобода неподалік Черкас.
В бою за Шполу батальйон Авакяна втратив загиблими 24 бійці, з них 14 були уродженцями м. Херсон, 3 — Миколаївської області, 1 — Ворошиловградської (Луганської) області України, ще 4 бійці були представниками Азербайджану (2), Вірменії та Казахстану.
27 січня 1944 року місто було визволене від німецьких військ 155-тою Червонопрапорною танковою бригадою під командуванням підполковника І. І. Прошина.
З 3 по 19 лютого 1944 року в сусідньому селі Журавка розташовувався командний пункт 53-ї армії 2-го Українського фронту. 19 лютого КП армії передислокувався в с. Терешки, і знаходився тут до 14 березня 1944 року.
З 1 по 18 березня 1944 року на місцевій залізничній станції розміщувалася тилова база 4-ї гвардійської армії 2-го Українського фронту.
У квітні-травні 1944 року у с. Станіславчик (12 км від міста) дислокувався 24-й гвардійський авіаційний полк 50-ї авіадивізії дальньої дії. Полк приймав активну участь у боях за Крим. У ніч з 4 на 5 травня 1944 року, під час повернення з бойового вильоту в район Севастополя, загинув екіпаж літака Іл-4 під командуванням Веніаміна Ухалова. Він і четверо його товаришів поховані в с. Матусів.
За мужність і героїзм, проявлені на фронтах війни 1021 шполянина нагороджено урядовими нагородами. Почалася відбудова міста.
Вже 1944 року з 20 довоєнних торговельних підприємств відновили роботу 17. Було відкрито лікарню на 75 ліжок, поліклініку, клінічну лаболаторію, дитячі ясла, середню та семирічну школи. Працювали міський кінотеатр, бібліотеки.

### Післявоєнні роки

Стадіон «Колос»

1950 року три шполянські колгоспи об'єдналися в один — ім. Жданова. Наприкінці цього ж року вже були повністю відбудовані всі промислові підприємства.
1963 року в місті збудовано двоповерховий магазин продовольчих товарів, міський стадіон на 10 тисяч місць. 1966 року здано в експлуатацію готель, будинок побуту, середню школу на 960 місць.

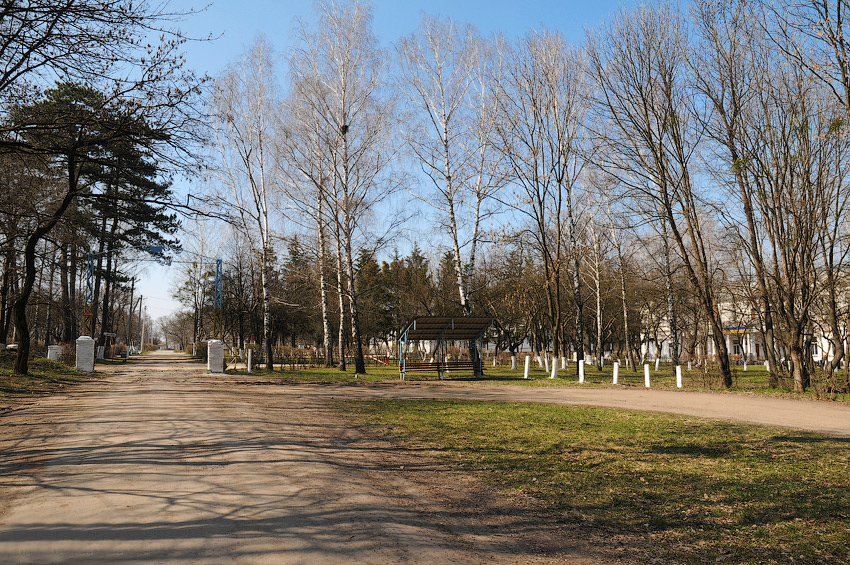
Парк «Даріївка» садиби Абази в Шполі

Станом на 1972 рік у місті працювали районна лікарня на 160 ліжок, поліклініки для дорослих і дітей, рентген-кабінет, три аптеки, станція швидкої допомоги. У місті було 9 шкіл (4 середні, 3 восьмирічні, школа-інтернат, середня школа робітничої молоді та заочна), 7 бібліотек з книжковим фондом понад 131 тисячу книг, широкоекранний кінотеатр на 600 місць. У місті діє теле-радіомовна студія, випускається три газети — «Шполяночка», «Шполянські вісті», «Центр України».
У 1990–1991 роках видавався часопис шполянського осередку Народного руху України «Поклик долі».

### Часи незалежності
З 1999 року в Шполі працює районе телебачення, діє мобільний зв'язок. До послуг гостей готель «Шпола-центр». Початок реформування колективних сільськогосподарських підприємств у сільськогосподарські товариства на основі приватної власності на землю. Завершення будівництва Свято-Миколаївської церкви у Шполі та проведення першого Богослужіння на Великдень.
2009 році центр міста Шполи прикрасила вежа з годинником, який щогодини особливим дзвоном відбиває 12 українських патріотичних мелодій.
У травні 2011 р. на околиці міста встановили 14-метровий монумент, яким стверджено, що Шпола є географічним центром України.
2015 в сквері біля районної бібліотеки встановлено пам'ятний знак загиблим під час революції гідності Героям Небесної Сотні.
У Шполі в рамках дерусифікації перейменували 30 вулиць та 4 провулки. Також нові назви тепер мають 23 вулиці та 6 провулків в населених пунктах Шполянської міської громади.

## Населення

### Чисельність
| Рік  | Чисельність | Чисельність |
| ---- | ----------- | ----------- |
| 1900 | 10 133      | [ 20 ]      |
| 1920 | 12 250      |             |
| 1926 | 15 100      |             |
| 1933 | 16 000      |             |

| Рік  | Чисельність | Чисельність |
| ---- | ----------- | ----------- |
| 1979 | 21 939      | [ 21 ]      |
| 1989 | 22 378      | [ 22 ]      |
| 1990 | 22 500      |             |
| 2001 | 19 427      |             |

| Рік  | Чисельність | Чисельність |
| ---- | ----------- | ----------- |
| 2005 | 18 990      |             |
| 2007 | 18 370      |             |
| 2014 | 17 549      |             |
| 2018 | 16 827      | [ 23 ]      |

| Рік  | Чисельність | Чисельність |
| ---- | ----------- | ----------- |
| 2019 | 16 674      | [ 23 ]      |
| 2020 | 16 616      | [ 23 ]      |

| Рік  | Чисельність | Чисельність |
| ---- | ----------- | ----------- |
| 1900 | 10 133      | [ 20 ]      |
| 1920 | 12 250      |             |
| 1926 | 15 100      |             |
| 1933 | 16 000      |             |

| Рік  | Чисельність | Чисельність |
| ---- | ----------- | ----------- |
| 1979 | 21 939      | [ 21 ]      |
| 1989 | 22 378      | [ 22 ]      |
| 1990 | 22 500      |             |
| 2001 | 19 427      |             |

| Рік  | Чисельність | Чисельність |
| ---- | ----------- | ----------- |
| 2005 | 18 990      |             |
| 2007 | 18 370      |             |
| 2014 | 17 549      |             |
| 2018 | 16 827      | [ 23 ]      |

| Рік  | Чисельність | Чисельність |
| ---- | ----------- | ----------- |
| 2019 | 16 674      | [ 23 ]      |
| 2020 | 16 616      | [ 23 ]      |

### Національний склад
Розподіл населення за національністю за даними перепису 2001 року:
| Національність  | Відсоток |
| --------------- | -------- |
| українці        | 96,36 %  |
| росіяни         | 2,61 %   |
| білоруси        | 0,29 %   |
| вірмени         | 0,19 %   |
| молдовани       | 0,13 %   |
| євреї           | 0,11 %   |
| інші/не вказали | 0,31 %   |

### Мова
Розподіл населення за рідною мовою за даними перепису 2001 року:
| Мова            | Чисельність, осіб | Відсоток |
| --------------- | ----------------- | -------- |
| Українська      | 18 670            | 97,36 %  |
| Російська       | 428               | 2,23 %   |
| Білоруська      | 28                | 0,15 %   |
| Вірменська      | 27                | 0,14 %   |
| Румунська       | 4                 | 0,02 %   |
| Інші/Не вказали | 19                | 0,10 %   |
| Разом           | 19 176            | 100 %    |

## Влада
Міський голова м. Шпола — Кравченко Сергій Володимирович (до 06.04.2023), Олег Іванович Кошовий (після 06.04.2023).

## Релігія

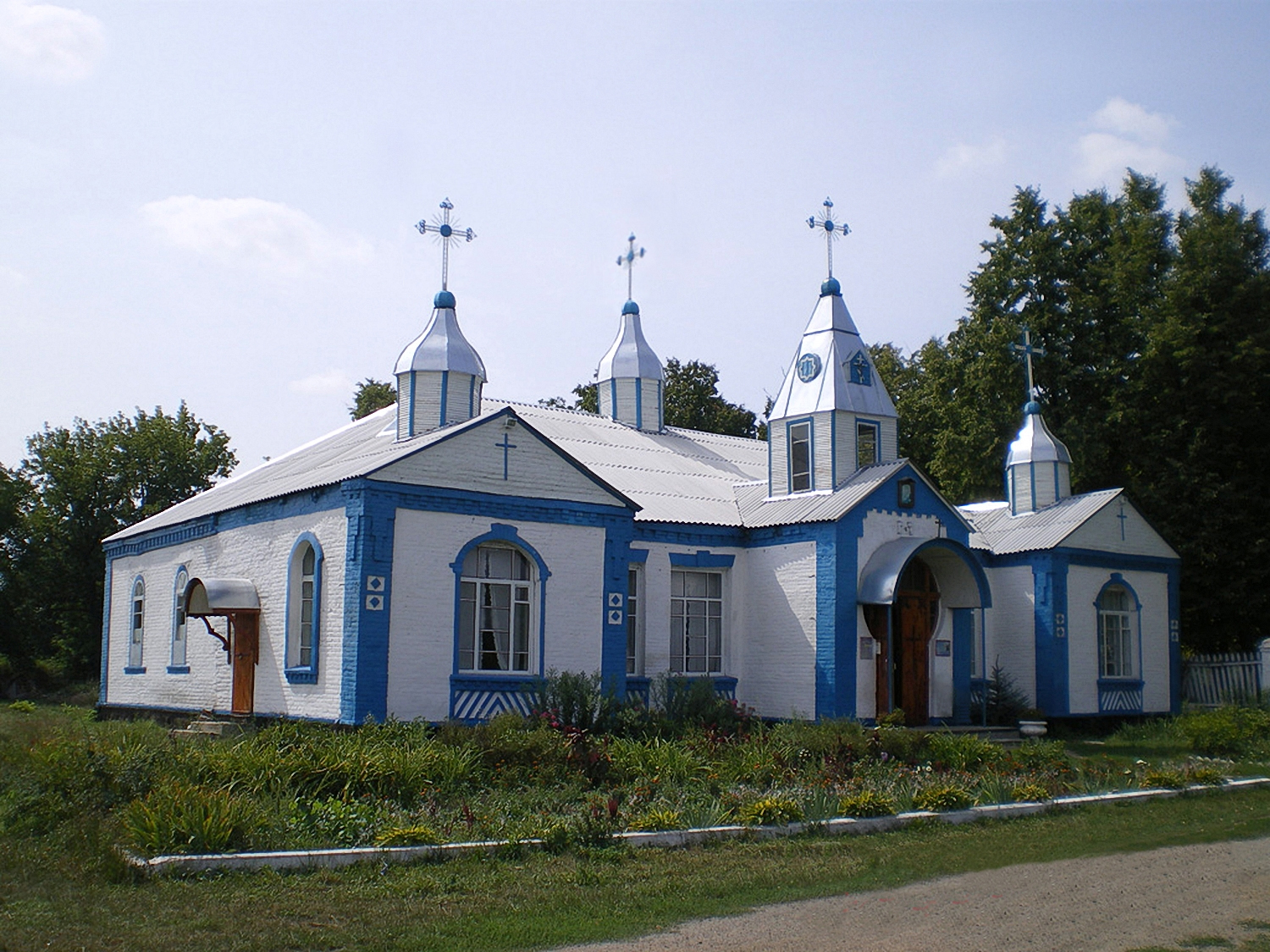
Православна церква

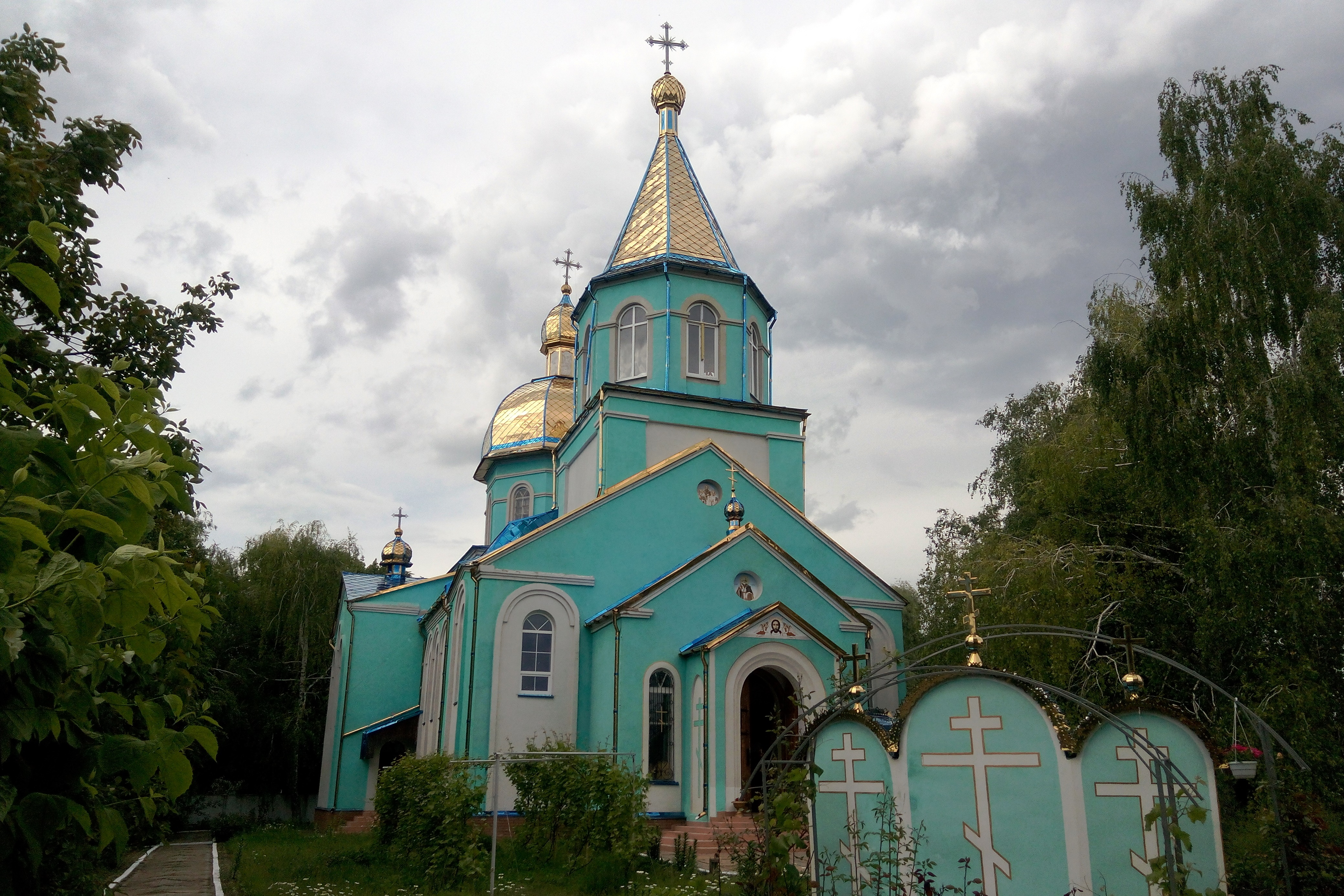
Церква Святого Миколая

Місто Шпола належить до Центрально-Північного релігійно-географічного району, який є православно-протестантським релігійно-географічним районом із середньою релігійністю.

## Економіка
Харчова промисловість: молокозавод, хлібзавод, завод продтоварів.
Швейна та меблева фабрики.
Завод «Оріон» виготовляє вироби зі скла.

## Транспорт
Через місто Шпола проходить гілка Одеської залізниці «Цвіткове-Христинівка». У межах міста знаходиться станція Шпола, де зупиняються поїзди Черкаси — Львів, Маріуполь — Львів, Черкаси — Христинівка — Умань (2 пари), та Дар'ївка на західній околиці міста, де зупиняється тільки один приміський поїзд.
Через місто проходить і національний автошлях Золотоноша — Умань Н16, первісна назва Черкаси—Умань—Гайсин—Брацлав (317 км). Побудований у 1961 році під керівництвом інженера Степана Кожум'яки.

## Пам'ятники

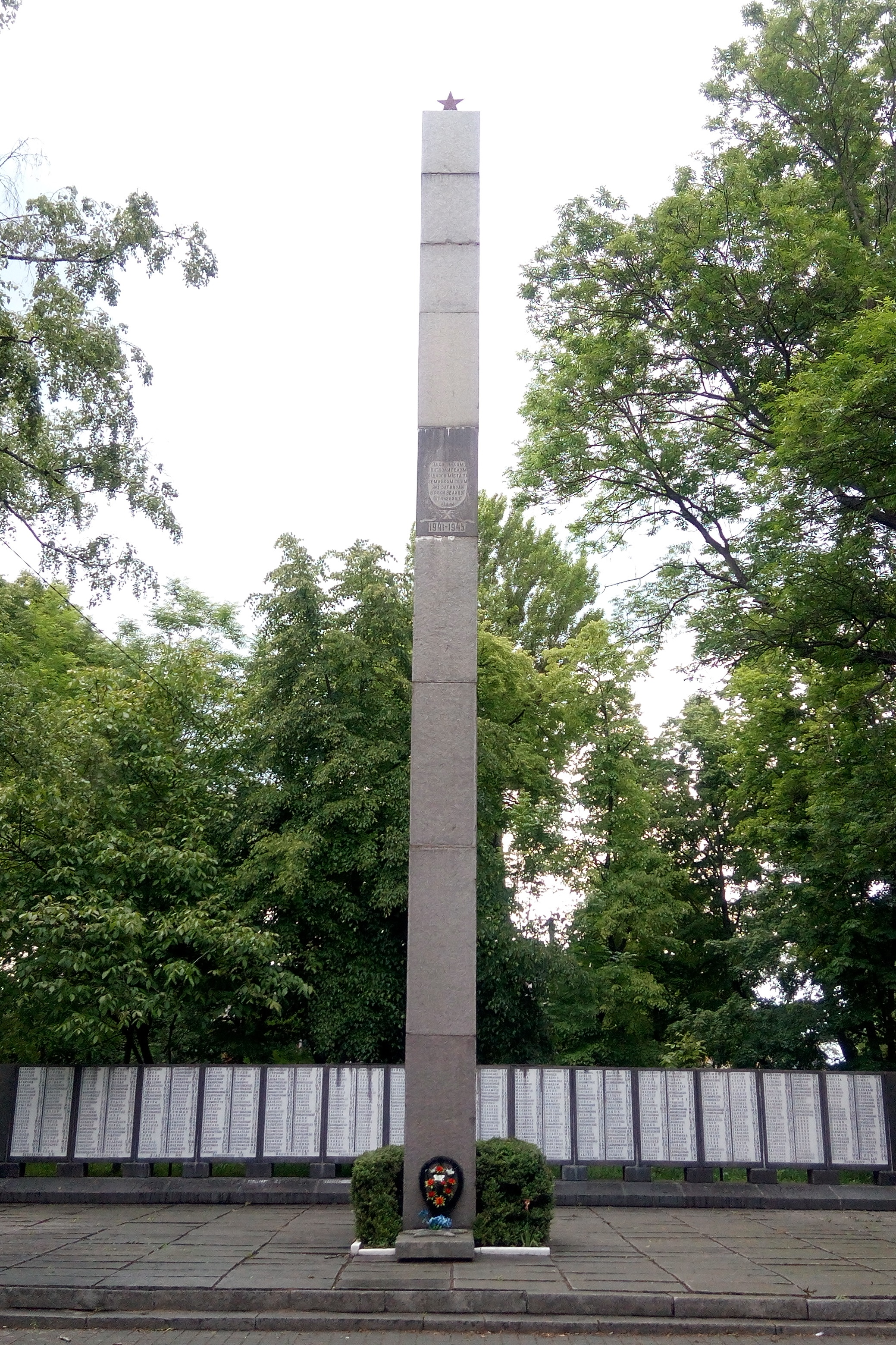
Обеліск загиблим воїнам в «Парку Слави»

В Шполі встановлені такі пам'ятники:
- Пам'ятник Тарасові Шевченку. Бронзова скульптура заввишки 3,55 м на гранітному постаменті. Відкритий в березні 1979 року.
- Пам'ятний знак жертвам Чорнобильської трагедії. Встановлений в Парку слави.
- Обеліск воїнам, загиблим у Другій світовій війні. Виготовлений з граніту. Встановлений в Парку слави.
- Пам'ятник героям Афгану, який встановлений в афганістанському парку.

### Демонтовані пам'ятники
19 червня 2012 року за рішенням Шполянської міськради було демонтовано пам'ятник В. Леніну, який до цього стояв біля Шполянського цукрового заводу.
22 лютого 2014 року було демонтовано пам'ятник В. Леніну, що стояв на центральній площі міста. На постаменті, що залишився, встановлено меморіальну дошку на честь Небесної сотні.

## Міжнародна співпраця
1996 року, шляхом укладення угоди про встановлення побратимських зв'язків, було започатковано співробітництво з містом Оскалуса (Oskaloosa), штат Айова (США), яке полягає в обміні делегаціями та співробітництві у культурно-гуманітарній сфері й галузі освіти.

## Фотогалерея

Автостанція
Супермаркет «Новий Світ»
Шполянська районна бібліотека
Ресторан «Україна»